# 爆肚馮
爆肚冯，是一間北京小吃店，创立于清光绪年间。

## 历史
清光绪年间，山东陵县人冯立山来京，在北京后门桥创立爆肚冯，专营爆肚。光绪末年，经太监推荐，爆肚冯成为清宫御膳房专用肚子的特供店。及清帝逊位，专供取消，为维持生计，第二代传人冯金河将店址迁至前门外廊房二条，与爆肚马、烫面饺马等五家组成了一个小吃店，被当时各界誉为“小六国饭店”。1957年公私合营之后，“爆肚冯”等被并进门框胡同的同羲馆饭馆，其他摊位被并进大栅栏西口的国营茶馆。合营后的同羲馆由原先各家的传人负责各种小吃的制作，成为各界人士继续品尝真正北京风味小吃的重要场所。2001年爆肚冯被中国烹饪协会评为“中华名小吃”，并获得北京申奥清真烹饪技术大赛金奖和个人金牌。2004年爆肚冯的“肚仁三品”被原国家国内贸易部评为“中国名菜”。

## 传人
- 第一代：冯立山
- 第二代：冯金河（1888年－？）
- 第三代：冯广聚（？－2014.12.29）[4]
- 第四代：